# Georg Wilhelm Berlischky

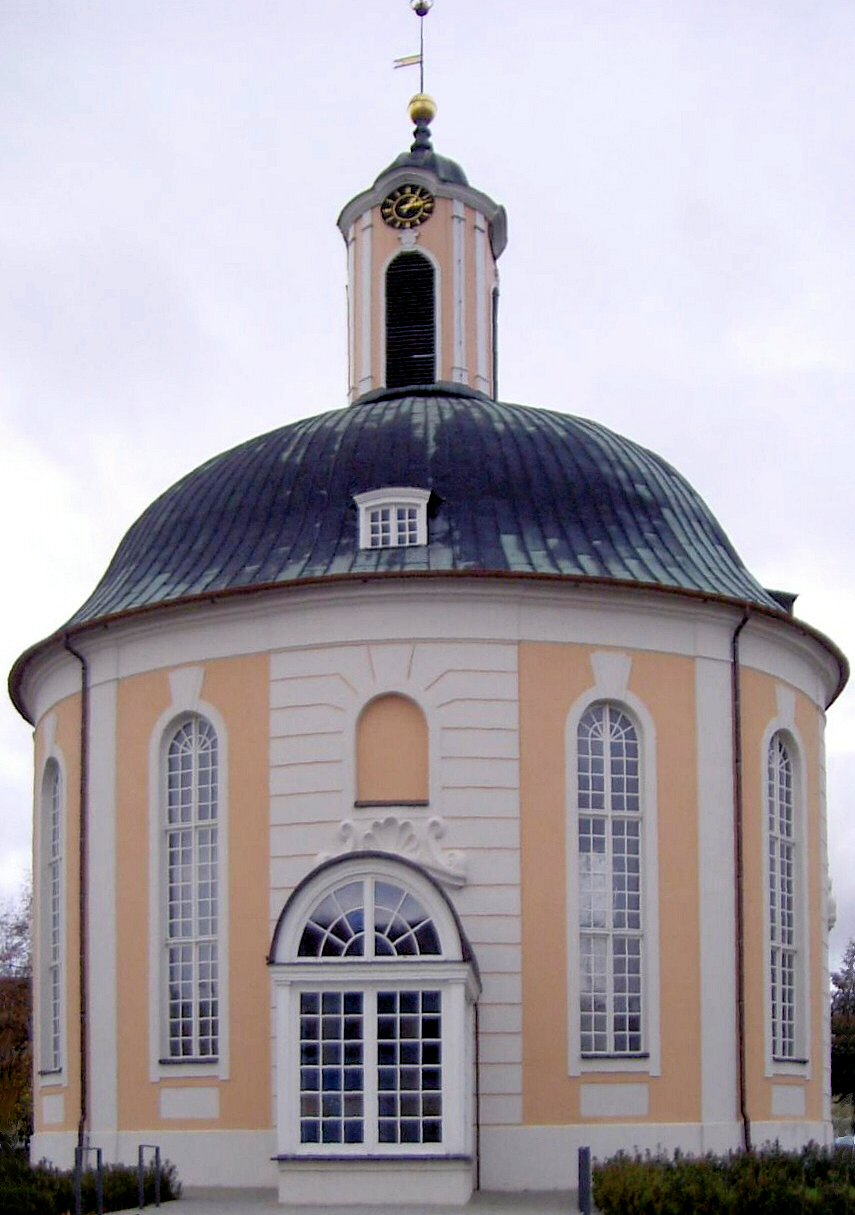
„Berlischky-Pavillon“ in Schwedt

Georg Wilhelm Berlischky (* vermutlich 1741 in Märkisch Buchholz; † 27. Januar 1805 in Schwedt/Oder) war ein preußischer Architekt und markgräflicher Baubeamter.
Berlischky wurde am 1. Dezember 1772 vom Schwedter Markgrafen Friedrich Heinrich als Landbaumeister berufen, vermutlich war er dort aber bereits vorher als Bauinspektor tätig. Er war damit für alle Bauten einschließlich der Dämme und Brücken der Herrschaft Schwedt-Wildenbruch zuständig. Während seiner Amtszeit wurden alle bäuerlichen Häuser soweit instand gesetzt, dass keine schweren Baumängel mehr vorlagen. Im Bereich des Schwedter Herrschaftssitzes baute er die von Martin Heinrich Böhme errichtete Orangerie im Schlossgarten zu einem Operettenhaus um. Zwischen 1774 und 1776 wurde das durch einen Sturm des Glockenturms beraubte Schwedter Rathauses abgerissen und von ihm durch einen Neubau ersetzt. Die meisten der von ihm errichteten Bauten wurden jedoch im Zweiten Weltkrieg zerstört. Lediglich die zwischen 1777 und 1779 errichtete französisch-reformierte Kirche überstand den Krieg und wird seit der Sanierung 1984 nach ihrem Erbauer „Berlischky-Pavillon“ genannt. Das Gebäude der Kirche in Vierraden ist heute als Kreuzkirche zu Vierraden bekannt.
1780 heiratete Berlischky Johanna Henriette Louise Käwermann. Aus der Ehe gingen zwei 1781 und 1784 geborene Töchter und 1787 der Sohn Friedrich Heinrich Wilhelm hervor.